# ハッとミラクル!!アイドルナイター
ハッとミラクル!!アイドルナイターは、1983年10月4日から1984年4月6日まで（1983年度）まで、及び1984年10月1日から1985年4月5日まで（1984年度）文化放送の平日ナイターオフ枠で放送されていたラジオワイド番組。
本項については、この前身番組で1982年度（1982年10月4日 - 1983年4月1日）の同じ時間に放送されていた「ハッとミラクル!!電リクナイター'82」についても合わせて説明。

## 放送時間
- 月曜日 - 金曜日　20:00 - 21:00 （「電リクナイター'82」「アイドルナイター」1983年度）
- 月曜日 - 木曜日　19:30 - 21:00 （「アイドルナイター」1984年度）
  - 1984年度の金曜日はの同時間帯は別番組『ライオンズナイター GOGOおもしろ大放送』を放送。

## パーソナリティ
「ハッとミラクル!!電リクナイター'82」 （1982年度）
- 竹内靖夫 （当時文化放送アナウンサー）

「ハッとミラクル!!アイドルナイター」 （1983年度・1984年度）
- 扇一平 （当時文化放送アナウンサー）

## 概要
1982年4月5日から放送を開始した文化放送ライオンズナイター（1984年度までは20:00 - 21:00の1時間枠のみでの放送）が放送されていないナイターオフ期間内のみの放送。若年層リスナー向け番組で、直後21:00からスタートの『吉田照美のてるてるワイド』の弟分的な番組と言われていた。1982年度の『ハッとミラクル!!電リクナイター'82』はタイトル通り電話リクエストを基調とした番組。電リクナイター時代のテーマ曲はパーソナリティの竹内靖夫自身が歌っていた。
1983年度から『アイドルナイター』と改題して以降は、当時吉田照美の弟分とも言われていた扇一平がパーソナリティを担当。タイトル通りアイドルに特化した番組となり、番組内に当時のアイドルタレントらが出演するコーナー番組を多く抱える構成になった。アイドルナイター時代の番組テーマ曲はメゾフォルテのヒット曲『ガーデン・パーティー』であった。またアイドル情報だけでなく『スキー情報』などレジャー情報、音楽、ファッションなどの若者向け情報やライオンズなどのスポーツ情報も盛り込んでいた。

## タイムテーブル

### ハッとミラクル!!電リクナイター'82
- 20:10 - 岩崎宏美・スバルサウンドポエム[6]
- 20:45 - ビートたけしの文学夜話[6]

### ハッとミラクル!!アイドルナイター (1983年度)
- 小泉今日子 キョンキョンWorld[7]
  - ラジオ福島（21:00 - 21:10）、北日本放送（21:00 - 21:10）、高知放送（21:00 - 21:10）にもネット[8]。
- 三人娘のひみつ大好き （岩井小百合、桑田靖子、小出広美）[7]
- 早見優 風のメルヘンYOU[7]
  - 秋田放送（21:10 - 21:20）、ラジオ福島（21:10 - 21:20）、北日本放送（21:10 - 21:20）、北陸放送（21:10 - 21:20）、高知放送（21:10 - 21:20）にもネット[8]。

### ハッとミラクル!!アイドルナイター (1984年度)
- 19:30 - いきなりTELEPHONE[9]
- 19:37 - 秀美と田代のひっかけナイト （石川秀美、田代まさし）[9]
- 19:54 - 新田一郎のWe Love Music[9]
- 20:00 - 一平・夕貴のアイドルQ&A （工藤夕貴と共演）[9]
- 20:15 - 三人姉妹のキャピキャピランド （渡辺桂子、山本ゆかり、長山洋子）[9]
- 20:27 - 坂上忍 オレの地平線[9]
- 20:40 - ペアペアアニメージュ
- 20:50 - 扇一平同好会
- その他 - スキー情報[4]

## エピソード
- 『電リクナイター』時代の1982年10月27日の放送中、竹内靖夫が自ら歌っている番組テーマ曲について「（このテーマ曲への）リクエストが5000通集まったらレコード化する」と発言した[1]。
- 『アイドルナイター』時代、パーソナリティの扇一平自ら公認していた扇のファンクラブ『ハッとミラクルファンクラブ』が存在していた。
- 『アイドルナイター』時代の1984年3月13日（火曜日）の放送は、扇が「どうせ誰も聴いてないのかな」とぼやきながら、みんなにテレビを観せないようにとスタジオの中にテレビを持ち込んで、この日本番組の真裏で放送されていた『スチュワーデス物語』（TBS）を観ながらその実況中継をしていた[10]。